# 陰茎鞘洗浄
陰茎鞘洗浄（いんけいしょうせんじょう、英: Horse sheath cleaning）とは、牡馬・騸馬(去勢された馬)・種牡馬に必要な衛生的な処置である。排尿や繁殖に用いられていない時に馬丁や獣医師が時々検査する。
特に騸馬では、この部位（陰茎鞘）の洗浄を必要とする。洗浄しないことによって恥垢が蓄積し、恥垢の塊(肉刺)が鞘の内側に形成される。重度の場合、尿道の内側にも形成され排尿を阻害することがある。 年に2回から3回洗浄することが勧められている。
鞘の洗浄は、ゴム手袋をはめて温水と油溶性洗剤と使い捨てタオルを用い洗浄する。
馬が処置を我慢する訓練を受け敏感に反応しない事が理想であるが、鞘洗浄を嫌がって落ち着かせる必要がある馬もいれば、我慢強い馬もいる。嫌がる馬の場合、少し落ち着かせる事で陰茎が垂れさがり洗浄しやすくなる。また、針の無い大きい注射器かホースから温水を鞘に流し込むことによって、鞘内の汚れが除去しやすくなる。この過程で重要なのは、馬が陰茎を垂らすか馬丁が鞘の内側に手を伸ばして陰茎と亀頭を掴み、陰茎を鞘から優しく引き出し、洗剤を全体に満遍なく塗布することである。肉刺が尿道憩室にも形成することがある。見つけた場合、それも洗浄する必要がある。獣医師が鞘を洗浄することがあるが、これは医療行為ではなく適切な方法を学んでいる者なら誰でも行うことができる。